# Обсерватория Сибирского государственного аэрокосмического университета
Обсерватория Сибирского государственного аэрокосмического университета имени академика М. Ф. Решетнёва (сокр. Обсерватория СибГАУ) основана в 2009 году в Красноярске на базе СибГАУ. С 2009 по 2012 год именовалась «Центр исследования космического пространства СибГАУ». Обсерватория занимается исследованием космических тел и поиском новых переменных звёзд.

## Директора обсерватории
- В 2009—2012 годах — Границкий Лев Васильевич (бывший сотрудник КрАО, ныне работает в СФУ);
- с 2012 года — Веселков Сергей Александрович.

## Сотрудники обсерватории
- Веселков Сергей Александрович — инженер обсерватории;

## История обсерватории
По инициативе ректора Геннадия Павловича Белякова в 2008 году начала создаваться учебная обсерватория СибГАУ. Под руководством Кирилла Охоткина в июне 2008 года был заключен договор с ISON (бывший ПулКОН) об установке 40-см широкоугольного телескопа с монтировкой и ПЗС-камерой в СибГАУ. Официальное открытие обсерватории состоялось 10 апреля 2009 года, а первые наблюдения геостационарных спутников прошли через 4 дня. Павильон с откатной крышей расположен на здании СибГАУ. В сентябре 2009 года обсерватория получила код Центра Малых Планет «C06 Красноярск» - это была первая обсерватория в России за Уралом, которая получила код после распада СССР. Код обсерватории для наблюдений ИСЗ «10085». В декабре 2009 года было подписано тройственное соглашение о сотрудничестве: СибГАУ, ИНАСАН и ГАИШ МГУ. Также запланирована постройка загородной обсерватории СибГАУ.

## Инструменты обсерватории
- ORI-40 (D = 400 мм, F = 915 мм) — система Гамильтона + монтировка WS-240GT + ПЗС-камера FLI ML09000 (3000 × 3000 пикселей по 12 микрон) (поле зрения составляет 2.3 × 2.3 градуса);
- MEADE LX200R 14" (D = 356 мм, F = 3560 мм) — система Шмидт-Кассегрен + DSI-Pro III (мная).

## Направления исследований
- Основное направление исследований обсерватории СибГАУ — это поиск новых переменных звёзд. На апрель 2012 года открыто уже более 300 новых переменных звёзд. Материалы об открытиях находятся на различных стадиях опубликования.
- Астероиды
- Кометы
- Переменные звёзды
- Астрофотография

## Адрес обсерватории
- 660014, Россия, г. Красноярск, пр. Красноярский рабочий, 31, корпус «П».